# Труханов Костянтин Валерійович
Костянтин Валерійович Труханов (до 2004 року — Альошкін) (нар. 3 січня 1976) — український футболіст, що виступав на позиції нападника, а також футбольний арбітр. Суддя Української прем'єр-ліги з 2012 року, представляє Харків.

## Кар'єра
Виступав у вищому дивізіоні чемпіонату Молдови за кишинівський «Конструкторул», клубі Першої ліги чемпіонату України «Сокіл» (Золочів), а також у низці команд Другої ліги чемпіонату України, зокрема, в харківських «Арсеналі», «Геліосі» та «Газовику-ХГВ». Завершив ігрову кар’єру в 2006 році, після чого деякий час працював тренером у СДЮШОР харківського «Металіста».
Суддівство розпочав 2005 року з регіональних змагань. Арбітр ДЮФЛ та аматорської першості України (2007—2008), Другої ліги (2008—2009), Першої ліги (2009—2012). Від сезону 2011/2012 обслуговував першість України U-21.
3 березня 2012 року дебютував у Прем'єр-лізі матчем «Чорноморець» — «Іллічівець».
Має вищу освіту, закінчив Дніпропетровський державний університет[джерело?].

## Статистика в елітному дивізіоні
Станом на 13 жовтня 2016 року:
І — ігри, Ж — жовті картки, Ч — червоні картки, П — призначені пенальті
| Сезон   | І  | Ж   | Ч | П  |
| ------- | -- | --- | - | -- |
| 2011/12 | 4  | 22  | 3 | 3  |
| 2012/13 | 11 | 32  | - | 3  |
| 2013/14 | 11 | 34  | 4 | 3  |
| 2014/15 | 9  | 37  | 2 | 1  |
| 2015/16 | 9  | 33  | - | 2  |
| 2016/17 | 4  | 19  | - | 1  |
| Усього  | 48 | 177 | 9 | 13 |